# Causa Sui (band)
Causa Sui is een Deense psychedelische rock- en stonerrock-band.
Het voornamelijk instrumentale stonerrock-geluid van de band gaat vergezeld van abstracte en ambient elementen die aanleunen tegen de electrische kant van Miles Davis en Can. Andere invloeden die worden genoemd zijn Popul Vuh, The Allman Brothers Band, Gábor Szabó en Tame Impala. 

## Bandleden
- Jonas Munk - gitaar, toetsen, electronica, zang
- Jess Kahr - basgitaar
- Jakob Skøtt - drums
- Rasmus Rasmussen - toetsen, electronica

## Discografie

### Albums
- Causa Sui (2005)
- Free Ride (2007)
- Euporie Tide (2013)
- Return To Sky (2016)
- Vibraciones Doradas (2017)
- Szabodelico (2020)
- From the Source (2024)

### Live-albums
- Live at Freak Valley (2014)
- Live in Copenhagen (2017) - met Johan Riedenlow (sax) en Nicklas Sørensen (Papir) (gitaar)

### Sessie-albums
- Summer Sessions - Vol 1 (2008) - met Johan Riedenlow (sax)
- Summer Sessions - Vol 2 (2009) - met Johan Riedenlow (sax)
- Summer Sessions - Vol 3 (2009) - met Johan Riedenlow (sax)
- Pewt'r Sessions 1 (2011) - met Ron Schneiderman
- Pewt'r Sessions 2 (2011) - met Ron Schneiderman
- Pewt'r Sessions 3 (2014) - met Ron Schneiderman